# كركمين
الكركمين هو صباغ طبيعي ذو لون أصفر برتقالي، وهو المكوّن الأساسي في الكركم. إن المركب عبارة عن ثنائي أريل الهبتانويد، وهي فصيلة من الفينولات الطبيعية، مسؤولة عن اللون الأصفر في بعض النباتات.
يوجد المركب بعدة أشكال صنوانية (تاوتوميرية)، بما فيها الشكل الكيتوني وشكلي الإينول الموافقين. يعد الشكل الإينولي الأكثر ثباتاً من الناحية الطاقية، وذلك في الحالة الصلبة وفي المحلول.

## الخصائص

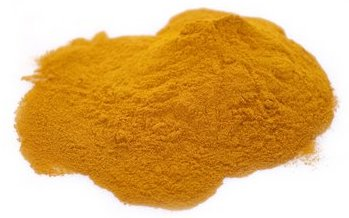
كركمين

عرفت بنية المركب لأول مرة سنة 1910، وهي مؤلفة من عدة مجموعات وظيفية، تتضمن وجود نظام عطري مترافق من الفينولات مع الروابط المضاعفة ومرتبطة مع مجموعتي كربونيل في المواقع α و β. إن مجموعات الكربونيل في هذا المركب تعد من مستقبلات مايكل الجيدة، وتخضع إلى تفاعل إضافة محبة للنواة.

## الاصطناع الحيوي
هناك آليتان اقترحتا لشرح طريقة الاصطناع الحيوي لمركب الكركمين. تتضمن الأولى تفاعل تطويل السلسلة بواسطة حمض السيناميك وخمس جزيئات من مالونيل مرافق الإنزيم-أ malonyl-CoA، والتي يحدث لها تفاعل أريلة إلى الكركمنويد curcuminoid. تتضمن الآلية الثانية ازدواج وحدتي سينامات مع malonyl-CoA. إن كلا الآليتين تعتمد على وجود حمض السيناميك كمركب طليعي، والذي يشتق من الحمض الأميني فينيل ألانين. يعد استخدام حمض السيناميك كمركب طليعي لتخضير مركبات أخرى بواسطة الاصطناع الحيوي من الأمور نادرة الحدوث، حيث أن المركب الطليعي الأكثر استخداماً لهذا الغرض هو بارا-حمض الكوماريك.

## الاستخدامات
يستخدم الكركمين من أجل تحديد نسبة البورون وذلك بطريقة تسمى على اسم المادة، طريقة الكركمين، حيث يتفاعل الكركمين مع حمض البوريك ليشكل مركب أحمر اللون يسمى روزوسيانين.
يستخدم المركب مُضافًا غذائيًّا بصفته مُلوِّنًا، وله رقم إي E100.